# Metropolitan Tower
Metropolitan Tower är en skyskrapa som ligger på Manhattan i New York, New York i USA, precis intill en annan skyskrapa Carnegie Hall Tower.
Byggnaden uppfördes 1985 som en fastighet för både kontorsverksamhet och bostäder. Den är 218,2 meter hög och har 68 våningar.